# 안드로이드 개발자의 날
안드로이드 개발자 데이(ADD)는 매년 전 세계 여러 장소에서 개최되는 오픈 컨퍼런스이다. 안드로이드 개발자 데이 컨퍼런스는 다양한 소프트웨어 및 애플리케이션 개발자가 정보 강연, 워크숍, 엔터테인먼트 활동, 패널 토론 및 네트워킹 기회와 같은 안드로이드 개발 이벤트를 선보이고 관찰하며 참여할 수 있도록 하는 성장하는 조직이며, 이러한 활동들이 안드로이드 개발자 데이의 대부분을 구성한다. 모바일 운영체제의 국제적인 선두 주자로서 ADD는 모바일 기기 컨벤션의 중심지로 점점 더 인기를 얻고 있다. 비공식 참가자들은 다양한 부스와 전시를 관람할 수 있다. 그러나 행사에 참여하려면 조직에 가입 신청을 해야 한다. 자신의 프레젠테이션을 전시하거나, 개발 중인 애플리케이션을 특징으로 하는 포스터를 선보이거나, 실습형 인터랙티브 코딩 튜토리얼을 지도하는 등 컨퍼런스에 참여할 수 있는 다양한 방법이 있다. 2014년, 안드로이드 개발자 데이 컨벤션은 5월 16일부터 5월 17일까지 튀르키예 앙카라에서 개최되었다.

## 역사
안드로이드 개발자 데이는 조직적인 행사가 정보 기술 분야에 유익하다는 믿음으로 전 세계 최고의 안드로이드 개발자들이 전 세계에서 일어나는 기술 개발을 논의하고 공유하기 위해 만들어졌다. 안드로이드 개발자 데이는 협력작용의 긍정적인 효과를 활용한다. 여기서 시너지는 아이디어와 제품을 협력하고 공유하여 각자의 개별적인 효과보다 더 큰 효과를 창출하는 것이다. 국제적인 수준의 조직은 시너지가 작용하기 때문에 참가자들에게 더 많은 정보, 경험, 영감을 제공한다. 또한, 안드로이드 개발자 데이는 이 분야의 미래 트렌드 개발자들에게 영감을 주어 국제적인 제품과 브랜드를 만드는 데 기여하는 것을 목표로 한다.

### 2012년 컨벤션
제1회 안드로이드 개발자 데이는 구글 개발자의 날과 유사한 행사의 연장선으로 튀르키예 앙카라 중동 기술 대학 문화 컨벤션 센터에서 열렸다. 첫 번째 ADD는 2012년 5월 21일에 시작하여 다음 날 두 개의 동시 세션에서 약 30개의 발표를 마친 후 종료되었다. 또한, 약 700명의 참석자 중 120명이 모바일 기술 개발을 논의하고 미래 개발 동향을 예측하는 6개의 워크숍에 참여했다. 워크숍에서 다루어진 주제의 몇 가지 예로는 "HTML5 사용 영역 및 이유", "앱에서 페이스북 및 구글 계정을 사용하는 방법", "네이티브 앱 또는 웹 앱 중 어느 것이 좋은가?" 등이 있다. 이 행사는 General Mobile Inc., 화웨이, ASELSAN을 포함한 3개의 플래티넘, 2개의 실버, 9개의 제품 스폰서의 후원으로 가능했다. 앙카라는 이 지역에 17개의 주요 대학이 있어 정보기술 개발에 최적의 위치를 보여준다. 이 대학들과 구글 개발자 그룹 앙카라 간의 네트워킹은 해외 참가자들을 유치하고 궁극적으로 앙카라에서 형성되는 기술 기업가 정신 네트워크를 강화하려는 의도로 ADD를 추진했다.

### 2013년 컨벤션
이후 ADD는 2013년 6월 14일 튀르키예 앙카라로 돌아왔다. 9개월간 준비된 이틀간의 컨퍼런스에는 Lars Vogel, Eric Lafortune, Bernd Schulze, Mark Allison 등 안드로이드 커뮤니티를 대표하는 초청 연사들의 강연이 있었다.
1,000명 이상의 사람들이 행사에 참석했으며, 65명의 초청 연사 중 20명은 해외에서 왔다. 이 행사는 7개국에서 온 15개의 구글 개발자 그룹의 지원을 받았고, 26개의 기술 및 기업가 회사에서 후원했다. 참석자들이 이용할 수 있는 세션은 전년도보다 두 배 이상 증가하여 4개의 다른 홀에서 67개의 세션, 세미나, 워크숍 및 토론이 개최되었다.

#### 하위 이벤트
ADD는 또한 두 가지 하위 이벤트를 주최했다: Ecahack 해커톤과 Innov-a-thon’Lite Turkey라는 이름의 기업가 정신 마라톤. Ecahack 해커톤 동안 안드로이드 개발자들은 24시간 내내 코드를 작성했다. 해커톤 동안 경쟁이 있었고, 우승자들은 다양한 상품을 받았다. 두 번째 하위 이벤트는 Innov-a-thon'Lite Turkey라고 불렸다. 이 3시간 동안 진행된 하위 이벤트 동안, TURN8이라는 두바이 기반의 시드 액셀러레이터 프로그램이 투자 자금 및 사업 관리 기술을 전략화하여 혁신적인 아이디어를 지원했다.

## 2014년 컨벤션
널리 예상되었듯이, 안드로이드 개발자 데이에서 다루어지는 많은 주제는 실제로 안드로이드 기기 자체와 관련이 있다. 다양한 분야의 안드로이드 언급, 안드로이드 애플리케이션 개발, 안드로이드 운영체제 외에도, 이 컨벤션은 미래 기술, 차세대 모바일 기기, 다양한 모바일 운영체제를 논의하는 데 기여한다. 구글은 안드로이드의 큰 후원자이며, 결과적으로 구글 글래스, 구글 TV, 구글 플레이와 관련된 구글의 다가오는 많은 발명품들이 2014년 ADD의 주요 볼거리이다. 논의될 다른 세부 주제는 다음을 포함하지만 이에 국한되지 않는다: 앱 개발 모범 사례, 앱 수익화, 광고 통합, 인앱 결제, 사용자 통계, 모바일 운영 체제에서의 앱 개발, 안드로이드 NDK, 크로스 플랫폼 앱 개발 프레임워크, HTML5, 자바스크립트, 게임 개발, 통신 솔루션, 클라우드, 증강 현실, 소셜 미디어, 위치 기반 서비스 및 지도, 모바일 교육, 모바일 결제 보안, 사물 인터넷, 임베디드 시스템 및 단일 보드 기기, 모바일 기기에서의 빅데이터 처리 최적화, 소프트웨어 개발, 방법론, 성공 사례, GWT.
2014년 컨벤션은 튀르키예 앙카라의 메투 문화 컨벤션 센터에서 열린다. 이 장소는 중동 기술 대학에 위치해 있다.

### 참가자
위에서 언급했듯이, 누구나 안드로이드 개발자 데이에 발표하고 참석할 수 있다. 참석자들은 온라인으로 무료로 등록할 수 있다. 또한, ADD 웹페이지의 신청 절차를 통해 선정되는 주요 연사들이 있다. 2014년 주요 연사들은 다음과 같다:
- 마크 앨리슨: 30년 이상의 경험을 가진 소프트웨어 엔지니어이자 안드로이드 애플리케이션의 테마 스타일링에 전념하는 블로그인 Styling Android의 저자.
- 팀 메서슈미트: 오랜 경력의 모바일 및 웹 개발자. 페이팔에서 일하며 유럽에서 개발자 활동을 조율하고 있다.
- 알 서튼: 소프트웨어 및 지적 재산 판매 전문가로서 지난 5년 동안 안드로이드 관련 프로젝트에 참여해 왔다.
- 아비섹 데브코타: Cyanogen Inc.의 커뮤니티 매니저 및 프로젝트 매니저.[14]
- 주하니 레티마키: Snapp TV의 안드로이드 개발 책임자로, 자바 개발 분야에서 10년 이상의 경험을 가지고 있으며 Smashing Android UI의 저자이다.
- 토마스 매트슨: Vaadin에서 Vaadin 전문가이자 프로젝트 매니저로 일한다.
- 자비에 할라데: 인텔 코퍼레이션의 기술 마케팅 엔지니어로, 무선 디스플레이 및 네이티브 개발에 중점을 둔다.
- 무스타파 세즈긴: SoundCloud의 모바일 엔지니어링 이사.
- 스테판 얀센: 여러 성공적인 조직을 설립한 연쇄 기업가.
- 알리 더베인: Itude Mobile에서 안드로이드 소프트웨어를 개발한다.
- 벤자민 바이스: ImmobilienScout24의 선임 소프트웨어 개발자.
- 무스타파 카사프: 터키 마이크로소프트에서 윈도우 폰용 애플리케이션을 개발한다.
- 파티흐 이스베세르: Monitise MEA의 CEO.[15]
- 파레쉬 마야니: 5년차 안드로이드 개발자. GDG Ahmedabad 및 InfoStretch Solutions Pvt. Ltd.의 수석 소프트웨어 엔지니어.

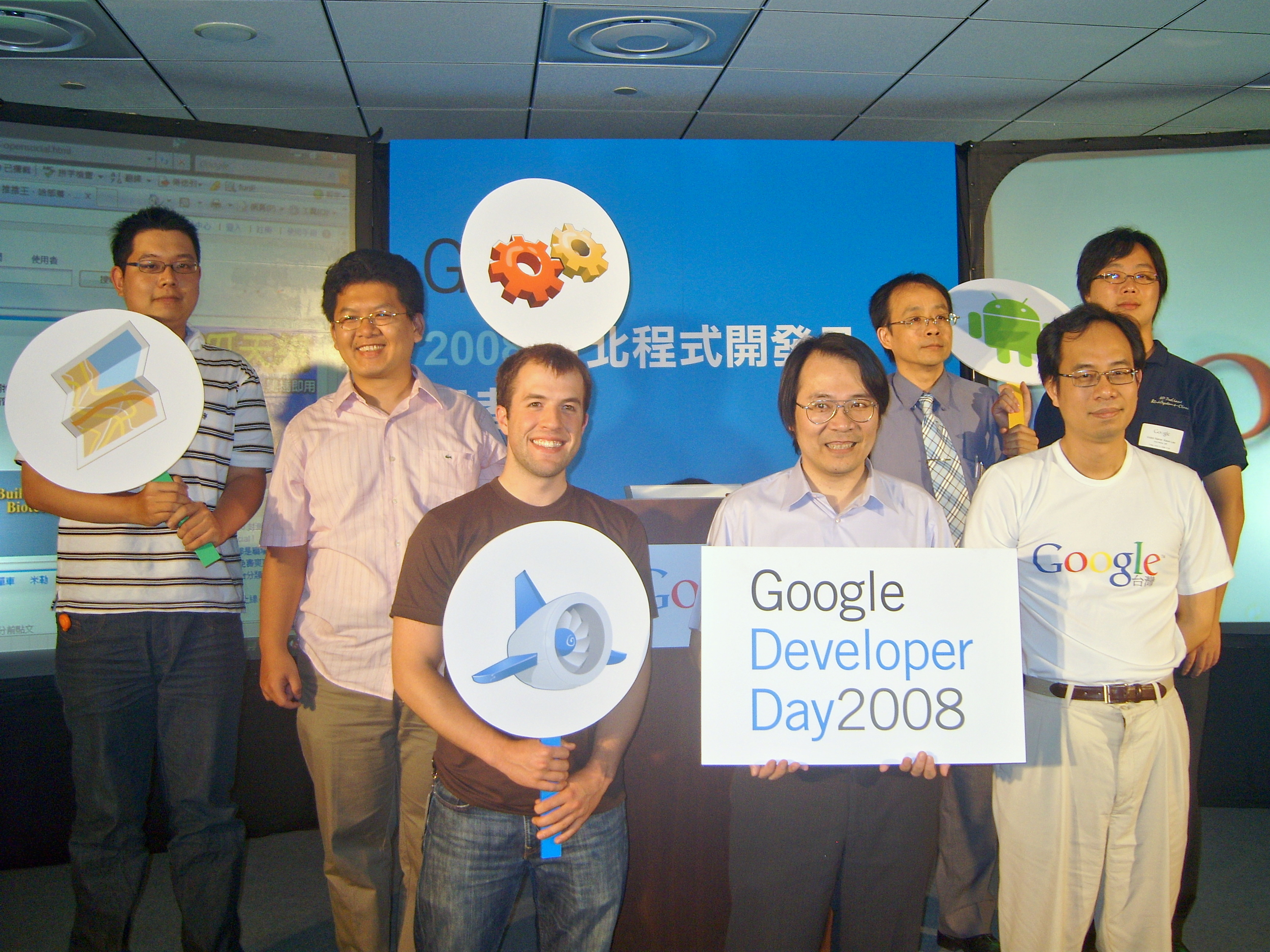
구글 개발자의 날 2008

## 같이 보기
- 구글 I/O
- AtGoogleTalks
- 구글 개발자의 날
- 안드로이드 개발자의 날